# René-Jean
René-Jean (París, 1879 - París, 1951) fue bibliotecario, crítico de arte y conservador de museo.

## Biografía
El verdadero nombre de René-Jean era René Hippolyte Jean. 
Después de una infancia que se desarrolla en Franco-Condado, el llegó en París alrededor de 1895. Empezó como empleado de banco, pero hace sus primeras críticas de arte en La Revue Dorée en 1901. Ingresó en la Biblioteca de las Artes Decorativas en 1904. En 1908 fue contratado por Jacques Doucet para ayudarlo a constituir la Biblioteca de Arte y Arqueología (ahora, biblioteca del Instituto National de Historia de Arte). Escribe en importantes revistas : La Gazette des beaux Arts, o Art et Décoration .La guerra provocó el cierre de la Biblioteca de Arte y Arqueología , y luego su donación a la Universidad de París .
Después de la guerra, René-Jean fue nombrado conservador del Museo de la Guerra ( ahora, Museo de las dos Guerras Mundiales ). Formó también parte de la redacción de periódicos importantes : Comoedia de 1920 hasta 1936, Le Temps de 1936 hasta 1942. Conoció a Mateo Hernández en los años 1920 y ha seguido su trabajo hasta su muerte . Hernández esculpió el busto de René-Jean que fue expuestó en el Salòn de Otoño en 1922.
La guerra de 1939-1945 interrumpió sus actividades , luego, en diciembre de 1944 forma parte del equipo al inicio del periódico Le Monde donde él publicó, de 1945 hasta 1950 una centena de artículos por año. Ha escrito también prefacios para varias exposiciones y publicado libros y estudios a propósito de artistas contemporáneos.